# Війська радіаційного, хімічного та біологічного захисту України
Війська радіаційного, хімічного та біологічного захисту Збройних Сил України (РХБ захисту) — рід спеціальних військ Збройних сил України, який виконує завдання підтримки військ (сил) в операції до, під час та після реалізації ризиків (небезпек) виникнення хімічних, біологічних, радіологічних, ядерних (ХБРЯ) інцидентів, а саме внаслідок застосування противником зброї масового знищення (ураження) чи після зруйнування об’єктів атомної енергетики та хімічної промисловості внаслідок вогневого впливу або дій диверсійно-розвідувальних сил противника. 
Головним завданням військ РХБ захисту є підтримка військ (сил) шляхом їх захисту або запобігання (мінімізації) впливу на них факторів ХБРЯ небезпек.

## Завдання
На підрозділи військ РХБ захисту покладаються завдання:
- проведення збору, аналізу та видачі даних про ХБР обстановку,
- ведення ХБР розвідки,
- дозиметричного та хімічного контролю,
- деконтамінації,
- посилення захисту об’єктів (дій) шляхом застосування аерозолів,
- а також вогневого ураження противника різними типами вогнеметної (термобаричної) зброї.

## Структура
До органів військового управління РХБ захисту належать:
- управління РХБ захисту Командування Сил підтримки Збройних Сил України;
- відділи (служби) РХБ захисту управлінь (відділів) підтримки військ (сил) видів (ОК, ПвК),
- Військовий підрозділу РХБ захисту Збройних Сил України відбирає пробу зараженої ділянки. Навчання, Київська область. офіцери за напрямком РХБ захисту.

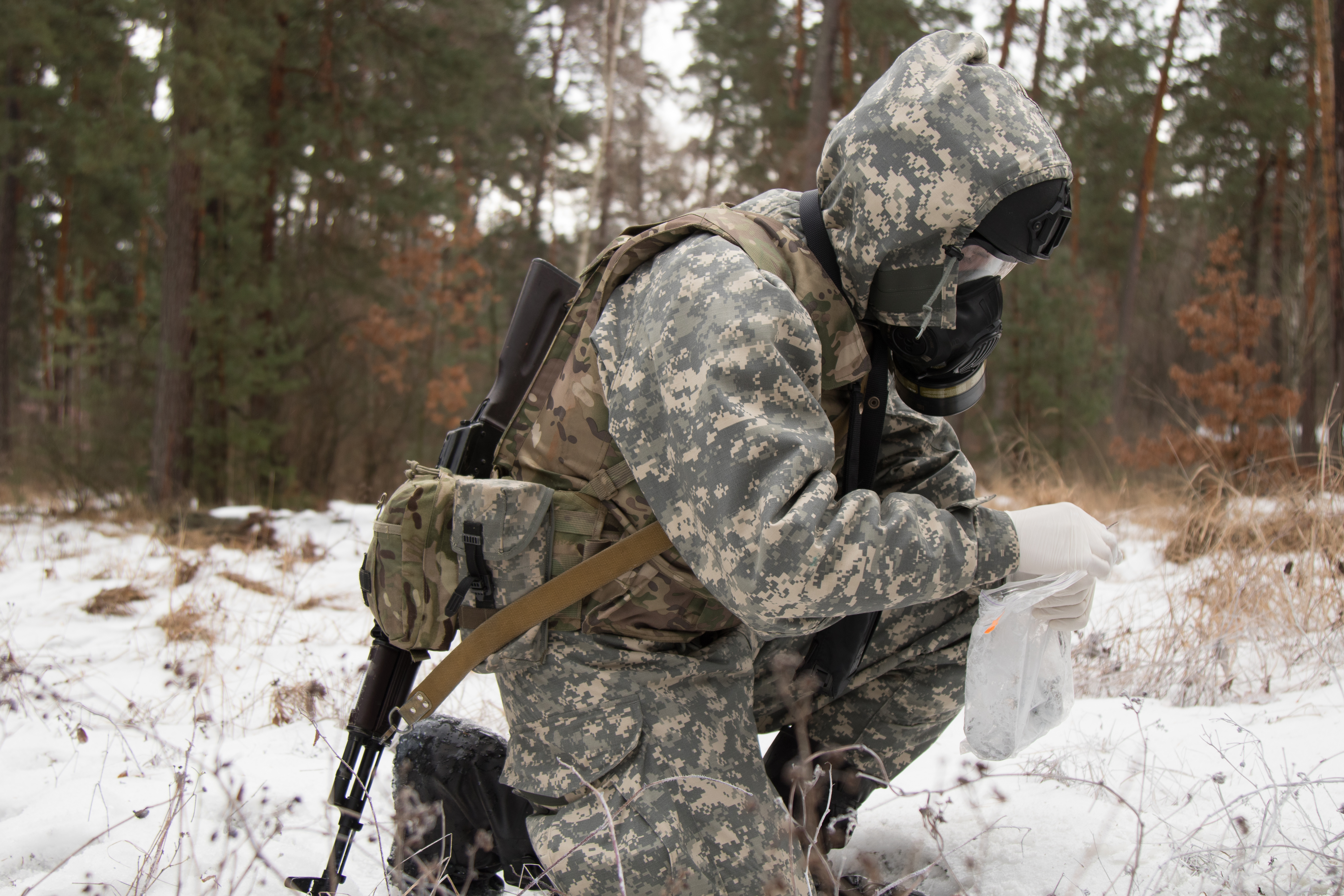
Військовий підрозділу РХБ захисту Збройних Сил України відбирає пробу зараженої ділянки. Навчання, Київська область.

До підрозділів РХБ захисту відносяться:
- полк(и) РХБ захисту;
- батальйони РХБ захисту окремих бригад (полків) підтримки;
- роти (взводи) РХБ захисту загальновійськових бригад (полків), окремих військових частин;
- розрахунково-аналітичний центр ЗС України;
- розрахунково-аналітичні станції (групи);
- навчальні підрозділи РХБ захисту ВВНЗ, ЗВО.

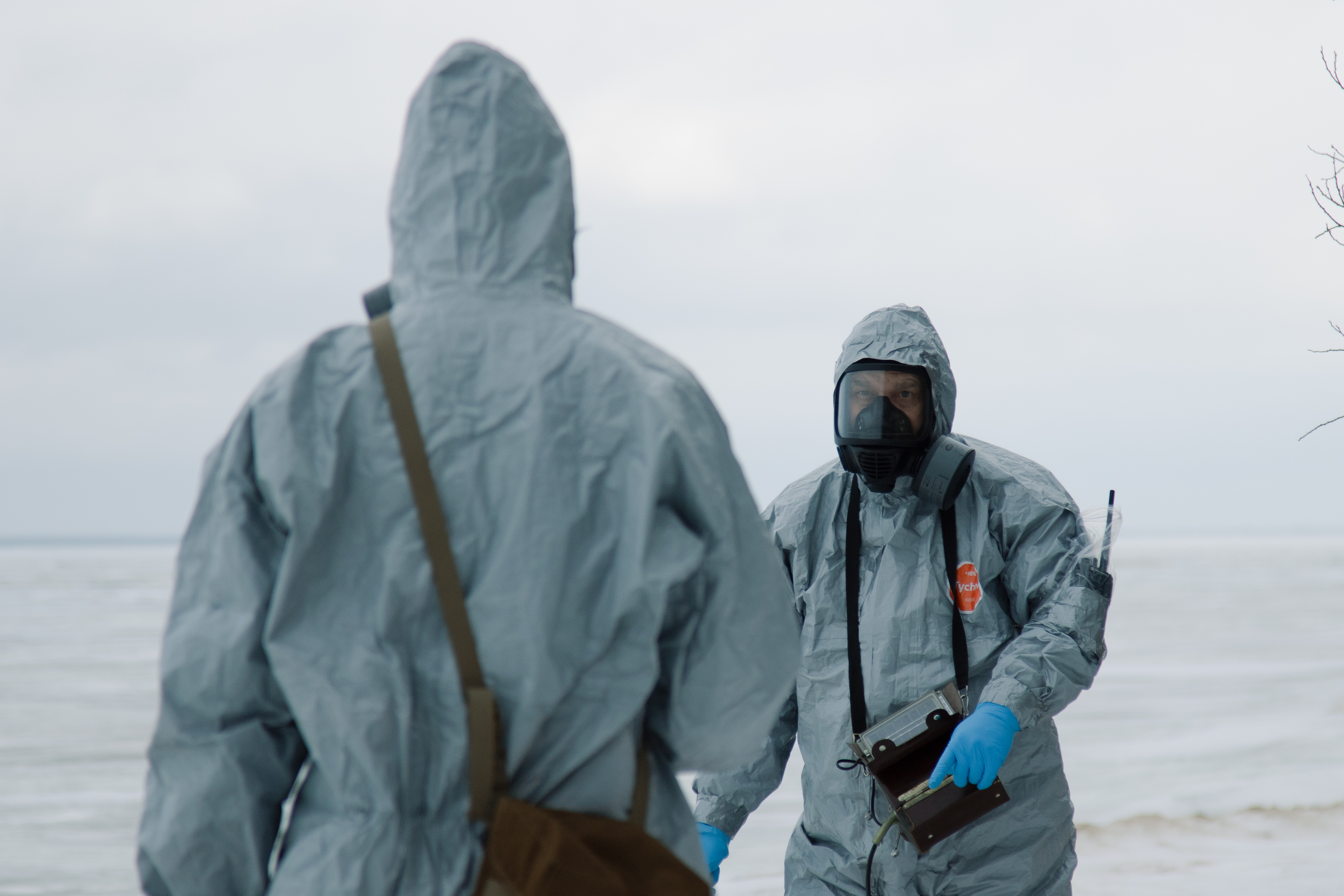
Військові підрозділу РХБ захисту Збройних Сил України проводять дозиметричний аналіз після радіаційного викиду. Навчання.

## Історія
15 вересня 1992 року було офіційно сформоване Управління хімічних військ, яке підпорядковувалося начальнику Головного (потім Генерального) штабу. 14 лютого 1994 року хімічні війська наказом МО України були перейменовані у війська радіаційного, хімічного та біологічного захисту. Цей день вважається святковим для військових хіміків.
У грудні 2002 р. у Західному оперативному командуванні сформували у місті Самборі 19-й окремий батальйон радіаційного, хімічного та біологічного захисту (в/ч 19-й обРХБЗ). 18 березня 2003 року Президентом України був підписаний Указ № 227 «Про направлення 19-го окремого батальйону радіаційного, хімічного та біологічного захисту Збройних Сил України до Держави Кувейт для надання допомоги в захисті цивільного населення цієї держави від наслідків можливого застосування зброї масового ураження і в ліквідації можливих наслідків застосування зброї масового ураження на території Держави Кувейт».
Березень 2003 р. прийнято рішення про направлення батальйону до Кувейту. 22 березня 2003 р. з України до Держави Кувейт почалася передислокація 19-го окремого батальйону РХБЗ.
В 2009—2013 роках підрозділи військ РХБ захисту ЗС України брали участь у ліквідації шести військових складів де зберігався меланж. Усього в Україні на території 6 об'єктів перебувало 16339 тонн меланжу якій залишився з радянських часів на час початку цього проекту ОБСЄ у 2009 році. 3264,096 тонн (в/ч А3516 ст. Любашівка, Одеська область), 5161,412 тонн (в/ч А2136  смт Шевченкове, Харківська область), 1020,521 тонн (в/ч А2783, Калинівка, Вінницька область), 2267,054 тонн (в/ч А2989, с. Ценжів, Івано-Франківська область), 3101,128 тонн (Радехів, Львівська область), 1520,099 тонн (Біла Церква, Київська область).
9 листопада 2017 року на базі Міжнародного центру миротворчості та безпеки Національної академії сухопутних військ вперше в історії Збройних Сил України відбувся конкурс на звання кращого взводу аерозольного маскування поміж чотирма командами, які представляли 91-й та 12-й полки оперативного забезпечення, 704-й полк РХБ захисту й Центр оперативного (бойового) забезпечення ВМС ЗС України. За результатами конкурсу, кращим визнано підрозділ аерозольного маскування 91-го полку оперативного забезпечення.

## Поточна структура
- Центральне управління військ РХБ захисту, А0108, м. Київ
  - 105-та розрахунково-аналітична станція, А0108 м. Київ
- 14-й окремий батальйон радіаційного, хімічного, біологічного захисту
- 536 центральна база ремонту і зберігання (озброєння РХБЗ), А0312, с. Селещина-1 Машівського району Полтавської області[5]
- 704 окремий полк радіаційного, хімічного, біологічного захисту, А0807, м. Самбір Львівської області

## Склад військ першого десятиріччя Незалежності (1992 - 2003 рр.)
За приблизними розрахунками, що базуються на історичних довідках, в період 1992 - 2003 рр. війська РХБЗ ЗСУ були представлені 5-ма бригадами, 2-ма полками, 21-им батальйоном, центральною базою, складом та кафедрою.

#### Військові частини центрального підпорядкування
- 20-та окрема бригада радіаційного, хімічного, біологічного захисту (в/ч А0765, м. Харків)
- 28-ма окрема (мобільна) бригада радіаційного, хімічного, біологічного захисту (в/ч А0761, с. Метьолкіне Сєвєродонецького р-ну Луганської обл.)
- 24-й полк засічки і розвідки (м. Самбір Львівської обл.)
- 25-й полк засічки і розвідки (м. Балта Одеської обл.)
- 300-й окремий батальйон засічки і розвідки (м. Долина Івано-Франківської обл.)
- 832-й окремий батальйон засічки і розвідки (м. Чернігів)
- 1527-й окремий батальйон забезпечення радіаційного, хімічного, біологічного захисту (в/ч А3012, м. Волочиськ Хмельницької обл.)
- 536-та центральна база ремонту та зберігання (озброєння РХБЗ)  (в/ч А0312, с. Селещина-1 Машівського р-ну Полтавської обл.)

#### Військові частини, підпорядковані оперативним командуванням (військовим округам) та ВМС
- 22-та окрема бригада радіаційного, хімічного, біологічного захисту Західного ОК (в/ч А0807, м. Самбір), з 2002 року - 704-й окремий полк радіаційного, хімічного, біологічного захисту
  - 19-й окремий батальйон радіаційного, хімічного, біологічного захисту
- 25-та окрема бригада радіаційного, хімічного, біологічного захисту Північного ОК (м. Київ)
- 18-та окрема бригада радіаційного, хімічного, біологічного захисту  Південного ОК (в/ч А0749, м. Балта Одеської обл.)
- 48-й окремий батальйон радіаційного, хімічного, біологічного захисту Північного ОК (в/ч А0303, с. Гончарівське Чернігівської обл.)
- 31-й окремий батальйон радіаційного, хімічного, біологічного захисту ВМС ЗСУ (м. Бахчисарай АР Крим)
- 3373-й склад (озброєння РХБЗ) Південного ОК

#### Військові частини, підпорядковані армійським корпусам
- 22-й окремий батальйон радіаційного, хімічного, біологічного захисту 13 АК Західного ОК (с. Городище Рівненської обл.)
- 46-й окремий батальйон радіаційного, хімічного, біологічного захисту 38 АК Західного ОК (м. Долина Івано-Франківської обл.)
- 144-й окремий батальйон радіаційного, хімічного, біологічного захисту  8 АК Північного ОК (в/ч А2986, м. Новоград-Волинський)
- 311-й окремий батальйон радіаційного, хімічного, біологічного захисту 6 АК Південного ОК (в/ч А0791, м. Жданівка Донецької обл.)
- 30-й окремий батальйон радіаційного, хімічного, біологічного захисту 6 АК (м. Котовськ) - на базі 18 обррхбз
- 150-й окремий батальйон радіаційного, хімічного, біологічного захисту 32 АК  Південного ОК (с. Перевальне АР Крим)

#### Військові частини, підпорядковані механізованим та танковим дивізіям
Західне оперативне командування
- 30-й окремий батальйон радіаційного, хімічного, біологічного захисту 24 мд 13 АК (м. Брюховичі Львівської обл.)
- 45-й окремий батальйон радіаційного, хімічного, біологічного захисту 51 мд 13 АК (м. Володимир-Волинський Волинської обл.)
- 15-й окремий батальйон радіаційного, хімічного, біологічного захисту 66 мд 38 АК (м. Чернівці)
- 42-й окремий батальйон радіаційного, хімічного, біологічного захисту 128 мд 38 АК (м. Мукачево Закарпатської обл.)

Північне оперативне командування
- 23-й окремий батальйон радіаційного, хімічного, біологічного захисту 72 мд 1 АК (м. Біла Церква)
- 404-й окремий батальйон радіаційного, хімічного, біологічного захисту 30 тд 8 АК (с. Висока Піч Житомирської обл.)
- 451-й окремий батальйон радіаційного, хімічного, біологічного захисту 25 мд (м. Лубни Полтавської обл.)

Південне оперативне командування
- 44-й окремий батальйон радіаційного, хімічного, біологічного захисту 17 тд 6 АК (м. Кривий Ріг)
- 133-й окремий батальйон радіаційного, хімічного, біологічного захисту 93 мд 6 АК (с. Гвардійське Дніпропетровської обл.)
- 11-й окремий батальйон радіаційного, хімічного, біологічного захисту 52 мд 6 АК (м. Бахмут, розформ. в жовтні 2001 р.)

#### Навчальні підрозділи
- 18-й окремий навчальний батальйон радіаційного, хімічного, біологічного захисту 169 НЦ (с. Десна Чернігівської обл.)
- кафедра радіаційного, хімічного, біологічного захисту Харківського військового університету (м. Харків), з 2003 року - 180-й навчальний центр підготовки фахівців РХБ захисту НТУ "ХПІ" (м. Харків)

## Технічне оснащення
- Станції засічки ядерних вибухів: К-611 (МТ-ЛБ)
- Розвідувальні хімічні машини (на автошасі): УАЗ-469РХ, УАЗ-469РХБ
- Розвідувальні хімічні машини (на БРДМ та БТР): БРДМ-2РХ, БРДМ-2РХБ,  РХМ-4 (БТР-80)
- Розвідувальні хімічні машини (на гусеничному шасі): РХМ-С (ГТ-МУ), РХМ (МТ-ЛБ), РХМ-1К (МТ-ЛБ)
- Техніка спеціальної обробки техніки та місцевості: АРС-14 (131), АРС-15 (375), ДКВ-1А (131 та причеп), ДКВ-1М (131), АДДК (130), ТМС-65 (375), ТМС-65М (4320), КРПП (66)
- Засоби аерозольної протидії: ТДА-М (66), ТДА-2М (4320), ТДА-2К (4310)
- Техніка спеціальної обробки обмундирування: БУ-4 (66), АГВ-3 (131 - 4 од.)
- Розрахунково-аналітична техніка: РАГ (66), РАГ-М (66), РАГ-2М (131), РАСТ-1 (131 - 2 од., причеп - 2 од.), РАСТ-2М  (131 - 2 од., причеп - 2 од.)
- Пересувні лабораторії: ПХЛ-1 (66), АЛ-4М (131 та причеп)
- Техніка ремонту засобів РХБЗ: ПРХМ-1М (66 та причеп), ПРХМ-3, ПРХМ-Д
- Важкі вогнеметні системи: ТОС-1А "Солнцепек" (трофейні)

## Навчальні заклади
- Факультет радіаційного, хімічного, біологічного захисту та екологічної безпеки Військового інституту танкових військ імені Верховної Ради України НТУ «ХПІ»

## Традиції

### Професійне свято
Колишнє професійне свято військовослужбовців військ РХБ захисту, яке було встановлене наказом Міністра оборони України № 305 від 27 червня 2008 року «Про встановлення в Збройних силах України Дня військ радіаційного, хімічного, біологічного захисту» й скасоване наказом Міністра оборони України № 370 від 1 червня 2012 року «Про визнання деяких наказів Міністра оборони України такими, що втратили чинність» Відзначалося щорічно, 14 лютого.
Відповідно до наказу Головнокомандувача Збройних Сил України, віднині щороку 15 вересня в українському війську відзначатимуть День фахівців військ радіаційного, хімічного, біологічного захисту ЗС України.

## Командування
начальники управління хімічних військ ЗС України (з 1992 р.), начальники військ РХБ захисту (з 1994).
- генерал-полковник Литвак Віктор Митрофанович (1992—2006)[8]
- генерал-лейтенант Борчаковский Борис Григорович (05.2006)
- генерал-майор Віктор Коробка (12.2013)
- полковник Штельма Віталій Михайлович (08.2018)
- полковник Нагорний Євген Ігорович (2023)